# Michael Dougherty
Michael Dougherty (Columbus, 28 ottobre 1974) è un regista, sceneggiatore e produttore cinematografico statunitense.

## Carriera

### Fumetti
Nel corso del 2006, il regista e gli sceneggiatori del reboot Superman Returns, Singer, Harris e Dougherty, hanno scritto quattro fumetti che raccontano i fatti antecedenti al film in questione.
I racconti sono stati pubblicati nel giugno 2006 su edizione DC Comics. I titoli sono i seguenti:
- Superman Returns: Krypton to Earth: Breve riassunto delle origini di Superman e dei fatti accaduti in sua assenza.
- Superman Returns: Marta Kent: Biografia su Martha Kent, madre adottiva di Clark Kent/Superman.
- Superman Returns: Lex Luthor: Racconto sui sogni di dominio di Lex Luthor, nemesi del superuomo. La storia illustra brevemente cosa sarebbe successo se Luthor avesse sconfitto il supereroe.
- Superman Returns: Lois Lane: Racconto della vita di Lois Lane durante l'assenza dell'Uomo d'Acciaio.

## Filmografia

### Regista
- Season's Greetings (1996)
- La vendetta di Halloween (Trick 'r Treat) (2007)
- Krampus - Natale non è sempre Natale (Krampus) (2015)
- Godzilla II - King of the Monsters (Godzilla: King of the Monsters) (2019)

### Sceneggiatore
- Season's Greetings (1996)
- X-Men 2 (X2) (2003)
- Urban Legend 3 (Urban Legends: Bloody Mary) (2005)
- Superman Returns (2006)
- Krampus - Natale non è sempre Natale (Krampus) (2015)
- X-Men - Apocalisse (X-Men: Apocalypse) (2016) - soggetto
- Godzilla II - King of the Monsters (Godzilla: King of the Monsters) (2019)
- Godzilla vs. Kong (2021) - soggetto

### Produttore
- La vendetta di Halloween (Trick 'r Treat) (2007)
- Krampus - Natale non è sempre Natale (Krampus) (2015)

## Riconoscimenti
Nel 2004 ha ricevuto una nomina assieme a Dan Harris ai Saturn Award nella categoria Miglior sceneggiatura per X-Men 2.
Nel 2007, ha vinto un Saturn Award per la Miglior sceneggiatura in Superman Returns.